# 1779

## أحداث
- انتهاء احتلال الفرس للبصرة وخروجهم منها.
- انفراد ثويني بن عبد الله السعدون بحكم المنتفق بعد مقتل ابن عمه ثامر السعدون.
- تأسيس مدينة فيدما وتقع حاليا في الأرجنتين.
- 12 أكتوبر: تأسيس مدينة بيلار وتقع حاليا في باراغواي.
- بداية إسبانيا وحرب الاستقلال الأمريكية في 1 يونيو 1779 والتي انتهت في 1 سبتمبر 1783.

## مواليد
- أنتوان فيرجيل شنيدر
- زيبولون بايك
- كارل ريتر
- وليام لامب
- 20 أغسطس - الكيميائي السويدي جونز جاكوب برزليوس. (توفي 1848 م).

## وفيات
- جيمس كوك
- كريم خان زند
- هاينريش فاجنر